# José Antonio Ponseti
José Antonio Ponseti (Barcelona, 11 de gener de 1967) és un locutor de ràdio català i llicenciat en Ciències de la Informació per la Universitat Autònoma de Barcelona, encara que va estudiar també Comunicació en la Universitat de San Francisco, Califòrnia.
Va començar la seva marxa radiofònica en el programa Día de domingo (RNE) i ha col·laborat a La Vanguardia, Avui, Diario AS o Mundo Deportivo a Espanya. Va ser director de la revista Cien Yardas i ha col·laborat amb revistes com Automóvil, Ataír o Imágenes de Actualidad. És autor de diverses guies de viatges i d'un llibre sobre futbol americà. Durant deu anys ha estat redactor de Canal Plus, on ha dirigit el departament de Motor. Va ser durant aquest període quan va adquirir gran popularitat nacional en presentar, al costat de Luis Moya, els programes especials que resumien les proves del Campionat Mundial de Ral·lis.
Va treballar a Caracol Radio, on va ser director de programació. Va dirigir i va presentar el programa Efectos Secundarios, en aquesta mateixa emissora, i dirigia així mateix a la Cadena SER el programa SER Aventureros i col·laborant en la Primera Hora dels dissabtes de Carrusel Deportivo.
Des d'agost de 2011 i fins a juliol de 2014 ha estat copresentador al costat de Manu Carreño de Carrusel Deportivo. D'igual manera, des del 29 d'agost de 2011, és copresentador, al costat de Santiago Cañizares, del mític programa de Canal Plus, El día después. Des de l'any 2012, presenta al costat de Cañizares, Luis Moya, Fernando Albes i diversos convidats (entre els que solen trobar-se Dani Sordo o Carlos del Barrio) el programa De Rally un resum de més d'una hora de durada de les proves del Campionat del Món de Ral·lis.
L'any 2019 va publicar la seva primera novel·la Vuelo 19 basada en la desaparició de 5 avions militars al triangle de les Bermudes l'any 1945. La novel·la va ja per la seva quarta edició.

## Vida personal
Manté una relació sentimental amb la també periodista Mamen Mendizábal.